# Pithecheir
Pithecheir (Lesson, 1840) è un genere di Roditori della famiglia dei Muridi.

## Descrizione

### Dimensioni
Al genere Pithecheir appartengono roditori di piccole dimensioni, con lunghezza della testa e del corpo tra 122 e 180 mm, la lunghezza della coda tra 157 e 215 mm e un peso fino a 146 g.

### Caratteristiche craniche e dentarie
Il cranio è di forma e dimensioni normali, con le creste sopra-orbitali ben sviluppate. La bolla timpanica è grande. Il palato è largo.
Sono caratterizzati dalla seguente formula dentaria:

### Aspetto
La coda è prensile e quasi priva di peli. I piedi sono adattati alla vita arboricola. L'alluce è munito di una piccola unghia ed è completamente opponibile. Il quinto dito è lungo, i cuscinetti plantari sono ampi. Il pollice invece è ridotto ad un grosso tubercolo. Le femmine hanno due paia di mammelle inguinali.

## Distribuzione
Questo genere è diffuso nella Penisola Malese ed a Giava.

## Tassonomia
Il genere comprende 2 specie:
- Pithecheir parvus
- Pithecheir melanurus